# Xaverian Brothers
Die Xaverian Brothers (lat.: Congregatio Fratrum a S. Francisco Xaverio, dt.: Xaverier Brüder, Kurzform: Xaverier, Ordenskürzel: CFX, auch als ChordFr bezeichnet) sind eine  Laienbruderschaft der römisch-katholischen Kirche. Sie wurde 1839 von Theodoor Jakob Rijken in Brügge (Belgien) gegründet und nach dem heiligen Francisco de Xavier benannt. Der Missionsauftrag liegt in der katholischen Erziehung, ihr Hauptverbreitungsgebiet ist die Ostküste der Vereinigten Staaten. Die Ordensgemeinschaft untersteht der Jurisdiktion des Bischofs von Brügge.  

## Geschichte
Die Gründung geht auf Theodoor Jacob Rijken zurück, der zunächst in Nordbrabant als Religionslehrer tätig war. Hier arbeitete er in einem Waisenhaus und organisierte die Fürsorge für Cholerapatienten. 1831 reiste er in die Vereinigten Staaten und war dort als Katechet bei den amerikanischen Missionaren eingesetzt. Während seines dreijährigen Aufenthaltes entwickelte sich der Gedanke, eine Bruderschaft zu gründen, die neben den Missionspriestern tätig sein sollte. 

### Die Gründung
Nach seiner Rückkehr nach Belgien begann er 1833 mit der Planung einer missionarischen Gesellschaft. Er untermauerte seine Idee mit der Zusage von sechs amerikanischen Bischöfen, die seinen Plan, Religionslehrer in die Vereinigten Staaten zu entsenden, unterstützten. Rijken reiste nach Rom und bat Papst Gregor XVI. um Erlaubnis und dem päpstlichen Segen. Während dieser Reise lernte er die Arbeit der Redemptoristen und Jesuiten kennen und entschied sich, die zu gründende Brüdergemeinschaft dem hl. Franz Xaver zu widmen. 
Der erste Gründungsversuch am 15. Juni 1839 gestaltete sich als schwierig, denn die beiden Mitbrüder scheiterten an ihrer Überlastung.  Erst ein Jahr später fanden sich geeignete und willensstarke Mitbrüder, so dass in Brügge bald eine Grundschule und eine Schule für berufliche Weiterbildung eröffnet werden konnten. 1841 konnte die Bruderschaft mit starker Finanzunterstützung in der Nähe von Brügge ein großes Gut kaufen. Die Xavianer Brüder, wie sie sich nannten, warben nun in Deutschland, den Niederlanden, Belgien, England, Irland und Frankreich neue Laienbrüder an. 1848 gingen die ersten Brüder nach England und eröffneten in Bury und Manchester neue Schulen, in London gründeten sie das Clapham College. 
Die Laienbruderschaft unterwirft sich in ihrem Ordensgelübde den drei  Evangelischen Räten Armut, Keuschheit und Gehorsam. 1865 erhielt sie mit einem Apostolisches Schreiben von Papst Pius IX. die Bestätigung als Institut des geweihten Lebens.

## Konflikte
Nach der Wahl zum Generalsuperior wurde innerhalb des Ordens Kritik an Theodoore J. Rijken laut. Besonders seine Fähigkeiten als Verwalter wurden beanstandet und es entwickelte sich eine deutliche Krise im Generalhaus. Der Bischof von Brügge, Jean-Baptiste Malou, bestellte ihn zu sich und legte ihm seinen Rücktritt nah. Der Ordensgründer fügte sich und überließ 1860 dem jüngeren Ordensbruder Vincent das Amt. Von 1860 bis 1871 war die Zahl der Mitglieder von 58 auf 133 angestiegen, die in Belgien, England und den Vereinigten Staaten tätig waren. 

## Mission in den USA
Im Jahr 1853 hatte Martin John Spalding, Bischof von Louisville, die Xaverian Brüder gebeten, in seinem Bistum eine Schule zu gründen. 1854 siedelten die ersten Brüder in die Vereinigten Staaten über, sie errichteten mehrere Schulen und 1864 wurde die St. Xavier High School in Louisville (Kentucky) eröffnet. Es folgte 1864 eine erneute Anfrage von  Martin J. Spalding, der in der Zwischenzeit Erzbischof von Baltimore geworden war. Er bat um die Errichtung von Schulen und Bildungseinrichtungen. Baltimore entwickelte sich zum Zentrum der christlichen Erziehung in den USA. 1876 wurde hier das erste Noviziat der Ordensgemeinschaft ins Leben gerufen, es befindet sich auch noch heute am Mount Saint Joseph College in Baltimore. Bis zum Jahr 1900 hatten die Xavianer in den US-Staaten  New York, Maryland, Massachusetts, Virginia, West Virginia und Pennsylvania Schulen gegründet. 1949 gründete Bruder Sylvan Mattingly in Louisville eine kleine  Rosenkranzgemeinde (den Arbeitskreis des Rosenkranzes für „Unsere Liebe Frau von Fàtima“) die sich sehr schnell auf 17 000 Mitglieder erweiterte.